# Selman Waksman
Selman Abraham Waksman, ukrajinsko-ameriški biokemik, mikrobiolog in akademik judovskega rodu, nobelovec, * 22. julij 1888 (8. julij po ruskem koledarju), Nova Priluka, Kijevski guvernat, Rusko cesarstvo (zdaj Ukrajina), † 16. avgust 1973, Woods Hole, Massachusetts, Združene države Amerike.
Vodil je raziskave snovi, ki jih proizvajajo mikroorganizmi v prsti, v sklopu katerih je bil odkrit streptomicin, prvi antibiotik, učinkovit proti tuberkulozi. Za ta dosežek je leta 1952 prejel Nobelovo nagrado za fiziologijo ali medicino. Isti raziskovalni program je vodil k odkritju še približno 20 drugih antibiotikov in Waksman je znan tudi po tem, da je skoval besedo »antibiotik«, in ga nekateri označujejo za »očeta antibiotikov«. Po drugi strani je odkritje streptomicina vodilo v oster spor glede zaslug z njegovim študentom Albertom Schatzem, ki je izoliral učinkovino. Še pol stoletja kasneje so mnenja, kdo si zasluži priznanje, deljena.

## Življenjepis
Rodil se je v majhni vasici v vzhodnoevropski stepi, okrog 250 kilometrov vzhodno od Kijeva. Vzgajala ga je predvsem mati, ki je bila solidno izobražena. Očeta so kmalu vpoklicali v vojsko, zato je odraščal v družbi matere, njene mame in sester. Šolal se je v lokalni verski šoli, mati pa je razširila njegovo izobrazbo z zasebnimi učitelji. Kot Jud je imel omejene možnosti šolanja, a mu je uspelo nadaljevati z višjim šolanjem v Žitomirju in Odesi. Po revoluciji leta 1905 se je položaj Judov v cesarstvu še poslabšal, poleg tega mu je umrla mati, zato se ni poskušal vpisati na univerzo in je namesto tega emigriral v Združene države Amerike.
Po prihodu je nekaj mesecev delal na bratrančevi kmetiji v New Jerseyju, kar mu je obudilo zanimanje za biokemijo. Zato je po nasvetu profesorja Jacoba Lipmana, ki je prav tako emigriral iz Rusije, vpisal študij agronomije na Univerzi Rutgers. Med študijem so ga pritegnile aktinomicete, skupina bakterij v vzorcih prsti, ki jim je posvetil nadaljnjo kariero. Na to temo je diplomiral na Rutgersu in kasneje doktoriral na Univerzi Kalifornije v Berkeleyju, medtem pa je leta 1916 postal tudi naturalizirani ameriški državljan in se poročil z Deborah Mitnick iz iste ukrajinske vasi. Med študijem je dopolnjeval prihodke od štipendije z delom pri več farmacevtskih podjetjih in pridobil stike, ki jih je s pridom uporabil kasneje.

### Odkritje streptomicina
Po doktoratu je dobil položaj predavatelja mikrobiologije na oddelku za bakteriologijo Univerze Rutgers, kjer je vzpostavil program raziskav presnove in taksonomije aktinomicet. Zaradi potreb med drugo svetovno vojno je preusmeril pozornost z bazičnih raziskav na iskanje uporabnih bakterij, posebej pa ga je vzpodbudilo delo njegovega nekdanjega študenta Renéja Dubosa, ki je iz tovrstnih bakterij izoliral tirotricin, učinkovit proti povzročitelju pljučnice. Na osnovi spoznanja, da lahko tudi prebivalci »umazane« prsti koristijo človekovemu zdravju, je Waksman z doktorskim študentom H. Boydom Woodruffom razvil protokol identificiranja učinkovin in začel sistematično gojiti različne vrste mikrobov v serijah pogojev. Študentje so izolirali izločke tisočev kultur in iskali pojav cone inhibicije v kulturah izbranih patogenov, nato pa preskušali uporabnost obetavnih kandidatov. Med izločki, ki so nastajali v dovoljšni količini in niso izkazovali toksičnosti pri poskusnih živalih, so že leta 1940 odkrili streptotricin, ki je šele pri obširnejšem testiranju pokazal zapoznelo toksičnost. Leta 1943 se je laboratoriju pridružil doktorski študent Albert Schatz, ki je naposled dosegel preboj z izoliranjem streptomicina. Po že obstoječem dogovoru z Waksmanom je podjetje Merck & Co. v zameno za patentne pravice izdelalo večjo količino vzorca, ki so ga nato raziskovalci Klinike Mayo preskusili na morskih prašičkih in potrdili obetavnost, nazadnje pa še na ljudeh.
Novi antibiotik je hitro pritegnil ogromno pozornosti, saj takrat dostopno »čudežno zdravilo« penicilin ni bilo učinkovito proti tuberkulozi, ki je zato ohranjala sloves neozdravljive »velike bele kuge«. Waksman je bil zaskrbljen nad možnostjo monopola in je prepričal odgovorne pri Merck & Co., da je podjetje vrnilo patent Univerzi Rutgers in se zadovoljilo z brezplačno licenco. Kmalu je pričelo zdravilo prinašati ogromno prihodkov, tako proizvajalcem, kot tudi univerzi, ki je prejemala licenčnino od vseh razen Mercka. Polovico licenčnine je sprva prejemal Waksman sam, a je bila količina denarja nepredstavljiva, zato je večkrat zmanjšal svoj delež v korist univerze, na račun česar sta bila kasneje ustanovljena sklad za financiranje raziskav in pomoč študentom ter sklad za mikrobiologijo. Hkrati pa je univerzo tožil Albert Schatz, ki je medtem doktoriral in mu ni bilo všeč dejstvo, da je Waksman zamolčal njegov prispevek k odkritju. Ta mu je v pismu nekoliko arogantno odvrnil, da je bil Schatzev prispevek zgolj rutinske narave, a je nazadnje pristal na dogovor, po katerem je Schatz prejel delež licenčnine in priznanje soodkriteljstva.

### Kasnejša leta
Program iskanja antibiotikov je v naslednjih letih vodil do odkritja še več uporabnih snovi, med njimi neomicina. Waksman je leta 1954 postal direktor novoustanovljenega Inštituta za mikrobiologijo in ga vodil štiri leta. Kljub temu ni nobeno drugo odkritje poželo toliko slave kot ravno streptomicin. Poleg raziskovalnega dela je napisal več učbenikov in avtobiografijo My Life with the Microbes.

## Priznanja
Za odkritje zdravila proti eni najstrašljivejših bolezi tiste dobe sta ga tako strokovna kot širša javnost slavili kot znanstvenega heroja. Dokumentiranih je 66 strokovnih nagrad in 22 častnih doktoratov različnih univerz, ki jih je prejel, poleg tega je bila denimo njegova slika na naslovnici revije Time. Večina strokovnjakov se je v sporu postavila na njegovo stran in tudi komisija za podeljevanje Nobelove nagrade za fiziologijo ali medicino je presodila, da je edini, ki ima bistvene zasluge za odkritje, tako da je to nagrado prejel leta 1952 sam.